# 12. Luftwaffen-Felddivision
Die 12. Luftwaffen-Felddivision war ein militärischer Großverband der Wehrmacht während des Zweiten Weltkrieges.

## Geschichte

### Aufstellung
Sie wurde Ende 1942 unter dem Kommando des XIII. Fliegerkorps aus überzähligem Personal der Luftwaffe auf dem Truppenübungsplatz Bergen bei Celle aufgestellt.

### Ostfront
Vom Januar 1943 bis Oktober 1943 war die Division an der Ostfront im Einsatz.

## 12. Feld-Division (L)

### Aufstellung durch Umbenennung
Am 1. November 1943 wurde die Division ins Heer überführt und in Feld-Division 12 (L) umbenannt.

### Ostfront
Ab November 1943 als Heerestruppe der Wehrmacht weiterhin an der Ostfront stehend, folgte 1944 der Rückzug bei der Heeresgruppe Nord.

### Kurland
Es kam zu Einschließung der Division in Kurland.
Nachdem der während der Kämpfe im Bereich im Kurlandkessel stark dezimiert war, wurde der Großverband per Schiff nach Danzig verlegt, dort zwischen Danzig und Zoppot eingesetzt.

### Vernichtung
Bis Anfang Mai 1945 war die Division bei Danzig fast vollständig aufgerieben.

## Kommandeure
- Generalleutnant Herbert Kettner (1. Oktober 1942 – 15. November 1943)
- Oberst Wolfgang Kretschmar (15. November – 27. Dezember 1944 (†)), m.st.F.b. = mit der stellvertretende Führung beauftragt
- Generalmajor Gottfried Weber (27. Dezember 1943 – 10. April 1945)
- Generalleutnant Franz Schlieper (10. April – 8. Mai 1945)

## Bekannte Divisionsangehörige
- Hanns Günther von Obernitz (1899–1944), war von 1933 bis 1934 Polizeipräsident von Nürnberg-Fürth und von 1939 bis 1944 NSDAP-Abgeordneter im Reichstag
- Hans-Gotthard Pestke (1914–2001), war von 1962 bis 1965, als Oberst des Heeres der Bundeswehr, Kommandeur der Luftlandebrigade 25
- Gottfried Weber (1899–1958), war 1958, als Generalmajor des Heeres der Bundeswehr Inspizient der Infanterie